# Ninheira
Ninheira é um município brasileiro do estado de Minas Gerais. Sua população recenseada em 2022 era de 10 588 habitantes. Está localizado na mesorregião do Norte de Minas e microrregião de Salinas. Compõe com outros municípios da região o Alto Rio Pardo.

## História
O Município de Ninheira esteve durante muitos anos sob os domínios de São João do Paraíso. Os senhores Eliezer Pena, José Rosa de Almeida, José Rocha Brandão, João Gonçalves e Gregório de Morais foram os primeiros moradores, em 1957, que começaram a construir suas residências nesta localidade. A feira de rua foi um importante fator no desenvolvimento da região.
O Município recebeu este nome devido uma árvore que fica no centro da cidade, na época, esta árvore tinha uma grande quantidade de ninhos, por isso, o nome Ninheira.
Elevado à categoria de distrito e município com a denominação de Ninheira, pela lei estadual nº 12030, de 21 de dezembro de 1995, desmembrado de São João do Paraíso. O município foi fundado em 1 de janeiro de 1997.

## Bairros da Ninheira
A Cidade de Ninheira é dividido em diversos bairros, entre os quais se destaca o Lagoa Nova, o maior e mais conhecido da cidade. Localizado na periferia, Lagoa Nova é caracterizado por seu ambiente tranquilo e acolhedor. Outros bairros que compõem o município incluem o Centro, o Cansa – popularmente conhecido como "Cansa Cavalo" –, a Vila Nova, o Núcleo e o bairro São João, que é popularmente chamado de "Rolla-Pote", nome associado à sua localização em uma das áreas mais elevadas da cidade.